# Izdebno Nowe
Izdebno Nowe (do 2009 Nowe Izdebno) – wieś sołecka w Polsce, położona w województwie mazowieckim, w powiecie grodziskim, w gminie Grodzisk Mazowiecki.
| SIMC    | Nazwa        | Rodzaj    |
| ------- | ------------ | --------- |
| 0002393 | Izdebno Małe | część wsi |
| 0002401 | Żdżary       | część wsi |

W latach 1954–1961 wieś należała i była siedzibą władz gromady Izdebno Nowe, po jej zniesieniu w gromadzie Cegłów. W latach 1975–1998 miejscowość administracyjnie należała do województwa warszawskiego. Do 2008 wieś nosiła nazwę Nowe Izdebno.